# Le Droit à l’erreur
 Le Droit à l’erreur – drugi singel promujący pierwszy studyjny album francuskiej piosenkarki Amel Bent – Un jour d’eté.
Autorami tekstu piosenki są: François Welgryn oraz Humphrey.

## Lista utworów
1. Le Droit à l’erreur
2. Mes racines (Version Acoustique)